# Chuyển động riêng
Chuyển động riêng (proper motion) của một ngôi sao là sự thay đổi vị trí về độ lớn góc theo thời gian khi nhìn từ khối tâm của hệ Mặt Trời. Đơn vị của nó bằng giây cung trên năm, arcsec/yr, trong đó 3600 giây cung bằng 1 độ. Vận tốc xuyên tâm (radial velocity), đó là sự thay đổi khoảng cách hướng về hoặc ra xa so với người quan sát theo thời gian, thường được đo bằng hiệu ứng Doppler từ bức xạ thu được phát ra từ ngôi sao. Chuyển động riêng không hoàn toàn là "riêng" (tức là chuyển động thực của ngôi sao) bởi vì do có sự chuyển động của chính hệ Mặt Trời trong không gian. Vì tốc độ ánh sáng là hữu hạn, vận tốc thực của các sao ở xa không thể đo được, việc quan sát chuyển động riêng của ngôi sao phản ánh chuyển động của ngôi sao đó tại thời điểm ánh sáng từ nó phát ra đến người quan sát. 

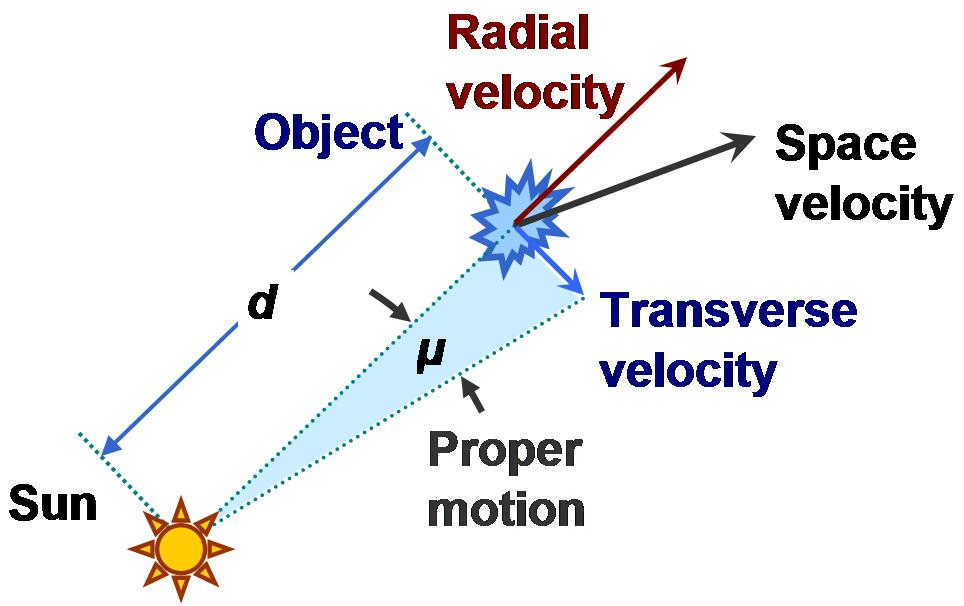
Liên hệ giữa chuyển động riêng (proper motion) và các thành phần vận tốc của một thiên thể. Tại thời điểm phát xạ, thiên thể ở khoảng cách d so với Mặt Trời, và chuyển động với vận tốc góc μ radians/s, hay, μ = v_{t} / d với v_{t} = vận tốc tiếp tuyến (velocity transverse), nó có hướng vuông góc với phương nhìn từ Mặt Trời. (Biểu đồ minh họa góc μ quét trong một đơn vị thời gian với vận tốc tiếp tuyến v_{t}.)